# Сибирска червеноопашка
Сибирска червеноопашка (Phoenicurus auroreus) е вид птица от семейство Muscicapidae.

## Разпространение
Видът е разпространен в Бутан, Виетнам, Индия, Китай, Лаос, Монголия, Мианмар, Русия, Северна Корея, Тайланд, Южна Корея и Япония.